# 刘修 (东汉)
劉修（？—？），字季緒，东汉末年人物，劉表第三子。
其兄劉琮降曹操後，即陪同上任，官至東安太守，著詩、賦、頌六篇。楊修在給曹植的信中指“季緒瑣瑣，何足以云。”
其事蹟見於《三國志·陳思王傳》。